# Trận Hammelburg
Trận Hammelburg là một trận đánh trong cuộc Chiến tranh Áo-Phổ, đã diễn ra vào ngày 10 tháng 7 năm 1866, tại Hammelburg ở Vương quốc Bayern. Trong cuộc giao chiến quyết liệt này, một sư đoàn của quân đội Phổ dưới quyền chỉ huy của tướng Gustav von Beyer (thuộc binh đoàn của tướng Eduard Vogel von Falckenstein) đã đánh tan tác quân đội Bayern dưới sự chỉ huy của tướng Friedrich von Zoller. Với chiến thắng này, các lực lượng Phổ đã giành được quyền vượt sông Saale tại Hammelburg, trong khi quân đội Bayern bị buộc phải triệt thoái. Với việc 2 tiểu đoàn của Bayern ngăn chặn được bước tiến của một sư đoàn Phổ trong vòng vài tiếng đồng hồ, trận chiến Hammelburg là một trong những minh chúng về khả năng đánh cho quân Phổ thiệt hại nặng của các khẩu súng trường Podewils của Bayern tại địa hình gồ ghề của vùng Franken, tuy nhiên sức mạnh của súng trường nạp hậu của Phổ đã góp phần đè bẹp cuộc phòng ngự của người Bayern.
Trong chiến dịch tấn công của đồng minh Đức của Đế quốc Áo, quân đội Phổ dưới quyền chỉ huy của tướng Eduard von Falckenstein đã tấn công xứ Bayern, sau thắng lợi của mình tại Wiesenthal và Zella. Trong khi sư đoàn của tướng Manteuffel thắng trận tại Zella, sư đoàn Phổ của tướng Beyer cũng đánh đuổi một quân đoàn của Liên minh Đức tại Hinfeld. Sau thất bại tại Wiesenthal, Hoàng tử Karl xứ Bayern bị buộc phải từ bỏ ý định hội quân với quân đoàn Liên minh Đức này, và triệt thoái xuống vùng ven sông Saale tại Franken. Quân đội Phổ cũng theo chân đối phương, tiến từ thung lũng Fulda về Hanau, và sau vài ngày hành binh, quân đội của hai phe đã tới thung lũng sông Main. Theo sự lựa chọn của tướng Von der Tann, quân Bayern đã thiết lập một vị trí kiên cố dọc theo sông Saale ở đằng sau dãy Rhön Sau một cuộc hành quân vất vả qua dãy núi này, sư đoàn Phổ của tướng Beyer – là lực lượng bên cánh phải của binh đoàn của Falckenstein – đã bắt đầu tiến đánh quân Bayern tại thị trấn Hammelburg vào ngày 10 tháng 7. Sáng hôm ấy, quân tiên phong của đội tiền binh Phổ đã tiếp cận với các toán quân tuần tiễu của kỵ binh Bayern, buộc người Bayern phải rút lui. Hai phe sau đó đã triển khai pháo binh của mình vào trận. Một trung đoàn Phổ đã ồ ạt tấn công một ngọn cầu, và sau một cuộc pháo kích ngắn ngủi của phía Phổ, quân Bayern buộc phải lui vào Hammelburg. Giữa ngày, pháo binh Phổ dàn trận trên đồi Hobels Berg và hỗ trợ lực lượng bộ binh Phổ tiến công với thắng lợi. Cho dù bị áp đảo về mặt quân số, quân đội Bayern vẫn kiên cường phòng ngự cây cầu bắc qua sông Saale, bất chấp sự công pháo mạnh mẽ của đối phương và các ngôi nhà đã bị cháy. Beyer đã xua lực lượng bộ binh Jäger của ông tấn công vị trí phòng ngự của quân Bayern, và sức bắn nhanh của các khẩu súng trường trường nạp hậu của quân đội Phổ đã gây khó khăn lớn cho đối thủ của họ.
Trước tình hình bất lợi, quân Bayern phải triệt thoái về hướng đông nam. Cùng ngày với chiến thắng Hammelburg, dưới sự chỉ huy của tướng August von Göben, lực lượng trung quân của tướng Falckenstein cũng đánh tan sự kháng cự của quân Bayern trong trận Kissingen.